# Ki (sumerisk gud)
 For alternative betydninger, se Ki. (Se også artikler, som begynder med Ki)
Ki var i sumerisk mytologi en jordgudinde, der parrede sig med himmelguden An og fødte luftguden Enlil.
| Mytologi | Spire Denne artikel om mytologi er en spire som bør udbygges. Du er velkommen til at hjælpe Wikipedia ved at udvide den. |